# Ultra Music Festival
Ултра Мјузик Фестивал (службено: Ultra Music Festival) је годишњи фестивал електронске музике на отвореном који се одржава током марта у Мајамију на Флориди . Фестивал је 1999. године основао Расел Фаибиш и Алекс Омес и добио је име по албуму Депеш Мода (енгл. Depeche Mode) из 1997. године, Ултра .
Ултра Мјузик Фестивал одржава се у центру Мајамија у Бејфронт Парку (енгл. Bayfront Park). То је био једнодневни фестивал од 1999. до 2006., а затим је прерастао у дводневни викенд догађај од 2007. до 2010. године. Од 2011. године Ултра се одржава на три дана (од петка до недеље) током марта месеца. Године 2012, фестивал је забележио рекордно присуство од 155.000 људи. У 2013. години, први пут у историји Ултре, фестивал се одржао током два узастопна викенда, поздрављајући комбиновано присуство од 330.000 људи. У 2014. години фестивал се вратио у изворни формат за викенд, продајући претпродајне карте за мање од пет минута. Најновије издање Ултре, 2017. године, поздравило је 165.000 људи на фестивалу.
Од 2016. године Ултра Мјузик Фестивал је дом седам позорница који обухватају сликовит Бејфронт Парк  и они укључују Мејн Стејџ (енгл. Main Stage), Лајв стејџ (енгл. Live stage), МегаСтруктуру (енгл. MegaStructure), Ворлдвајд стејџ (енгл. Worldwide stage), УМФ радио стејџ (енгл. UMF Radio stage), Резистанс стејџ (енгл. Resistance stage) и Оаза стејџ (енгл. Oasis stage).
Иако деле имена, Ултра Мјузик Фестивал није био директно везан за Ултра Рекордс , електронску музичку издавачку кућу. Међутим, два ентитета објавила су "глобални савез" у августу 2012, што би им омогућило да сарађују на маркетингу и унакрсној промоцији.
Други Ултра Ворлдвајд фестивали и догађаји се одржавају широм света на местима попут Кејптаун и Јоханезбург, Јужна Африка ; Сеул, Кореја ; Сингапур , Сингапур; Токио, Јапан ; Хвар и Сплит, Хрватска ; Мексико Сити , Мексико ; Рио де Жанеиро, Бразил ; Богота , Колумбија ; и многе друге дестинације. На крају Ултре 2017. додато је још две земље: Индија и Аустралија. Двадесето издање фестивала биће одржано од 23. до 25. марта 2018.

## Историја

### Плажа (1999—2000)
Ултра Мјузик Фестивал су основали и продуцирали 1999. године пословни партнери Расел Фаибиш (енгл. Russell Faibisch) и Алекс Омес (енгл. Alex Omes). Први фестивал одржан је као једнодневни догађај 13. марта 1999. Извођачи на првом фестивалу били су: Пол Ван Дајк (енгл. Paul van Dyk), Рабит ин д Мун (енгл. Rabbit in the Moon), Џош Винк (енгл. Josh Wink), и ДJ бејби Ен (енгл. DJ Baby Anne). Први Ултра Бич Мјузик Фестивал, који је одржан у Колинс Парку у Мајами Бичу, показао се популарним, са око десет хиљада присутних. Међутим, Фаибиш и Омес су и даље видели финансијски губитак између 10.000 и 20.000 долара током инаугуралне године фестивала.
Међутим, у марту 2000. фестивал се вратио у Саут Бич (енгл. South Beach), Парк Колинс и био је још успешнији. Фестивал је одмах обновљен већ трећу годину.

### Раст
Због великог пораста присутних између 1999. и 2000. организатори фестивала одлучили су да се преселе у Бејфронт Парк у Даунтаун Мајами за трећи Ултра догађај 2001. године.   Ултра Мјузик Фестивал наставио је доносити највећа имена у електронској плесној музици у Мајами са перформансима као што су Робин Фокс (енгл. Robin Fox), Тијесто (енгл. Tiesto), ИСи Твинс (енгл. EC Twins), Пол ван Дајк, Пол Оукенфолд (енгл. Paul Oakenfold), Сандер Клејненберг (енгл. Sander Kleinenberg), Фотек (енгл. Photek), Џош Винк, ДЈ Крејз (енгл. DJ Craze), Пит Тонг (енгл. Pete Tong), Ерик Морило (енгл. Erick Morillo) и Рабит ин д Мун од 2001. до 2005. Фаибиш се 2005. године састао са Адамом Русакофом, који је од тада био извршни продуцент, директор послова и купац талената за Ултра Мјузик Фестивал и Ултра Ворлдвајд. 2005. година је такође била година када су Карл Кокс (енгл. Carl Cox) и Ултра радили заједно како би основали Карл Кокс и Пријатељи Арену, раније познату као Карл Кокс Глобал Арена, која је имала главну улогу на фестивалу последњих дванаест година. Са рекордним присуством седмогодишњег издања Ултра Мјузик фестивала 2005. године, фестивал је поново пресељен на друго мјесто, Бицентениал Парк (енгл. Bicentennial Park), за 2006. годину. У 2007. години, фестивал је одржао свој први дводневни догађај у Бицентениал Парку са више од 50.000 присутних људи, што је још један рекорд у то време за Ултру. Фестивал је прославио 10. годишњицу од 28. до 29. марта 2008. године са наступима Тијеста, Андерворлд (енгл. Underworld), Џастис (енгл. Justice), Пол ван Дајк, Карл Кокс, Армин ван Бурен (енгл. Armin van Buuren), МСТРКРФТ (енгл. MSTRKRFT), дедмаус (енгл. deadmau5), Ени Мак (енгл. Annie Mac), Ерик Придс (енгл. Eric Prydz), Фери Корстен (енгл. Ferry Corsten), Калвин Харис (енгл. Calvin Harris), Моби (енгл. Moby), Кристал Метод (енгл. The Crystal Method), Бојс Нојз (енгл. Boys Noize), Бени Бенаси (енгл. Benny Benassi),Арманд ван Хелден (енгл. Armand van Helden), Брејвери (енгл. The Bravery), Давид Гета (енгл. David Guetta) и многи други.

### 2009
Са процењеним присуством од преко 70.000 људи, Ултра Мјузик Фестивал је поставио нови рекорд за Град Мајами за број улазница продатих на једном догађају. Једанаесто годишње издање фестивала догодило се у периоду од 27. до 28. марта 2009. године - у састав су укључени и бендови као што су Блек Ајд Пис (енгл. The Black Eyed Peas), Продиџи (енгл. The Prodigy), Тинг Тингс (енгл. The Ting Tings), Сантиголд (енгл. Santigold), Кристал Каслс (енгл. Crystal Castles), Вип (енгл. The Whip) и Пери Фарел (енгл. Perry Farrell). Дванаесто издање Ултре одржано је од 26. до 27. марта 2010. године, са ексклузивним перформансима Тијеста, деадмауса, Грув Армаде (енгл. Groove Armada), Орбитал (енгл. Orbital), Литл бутс (енгл. 'Little Boots), Саша и Дигвид (енгл. Sasha & Digweed), Абав енд Бијонд (енгл. Above & Beyond), Армин ван Бурен, Карл Кокс, Свидиш Хаус Мафија (енгл. Swedish House Mafia) и Блади битрутс (енгл. Bloody Beetroots). Сваку фазу је пратила визуелна уметност коју су пружали ВиЏеј Вело Виркхаус, Сајберпикси и Козер.

### 2011
Фестивал је по први пут продат са више од 100.000 учесника, а најављено је и да ће тринаести фестивал бити одржан у току три дана током марта 2011. године. Ултра Мјузик Фестивал проширио се на три дана за викенд од 25. до 27. марта 2011. године. Армин ван Бурен је такође на Ултрином издању 2011. дебитовао на сцени посвећеној његовој радио емисији "Стејт оф Тренс"  (енгл. A State of Trance) славећи 500 епизода. Као и Арена Карл Кокс и Пријатељи, Стејт оф Тренс бина и даље представља главну улогу на Ултра Мјузик Фестивалу, који се одржава трећи дан фестивала сваке године. На Стејт оф Тренсу 500 наступала су имена попут Фери Корстен, Маркус Шулц (енгл. Markus Schulz), АТБ (енгл. ATB), Козмик Гејт (енгл. Cosmic Gate), Герет Емери (енгл. Gareth Emery), Сандер ван Дорн (енгл. Sander van Doorn), Алекс МОРФ (енгл. Alex M.O.R.P.H.) и други.

### 2012
Четрнаесто издање фестивала одржано је од 23. до 25. марта 2012. Због изградње Музеја уметности у Мајамију у Бицентениал Парку, догађај је први пут од 2005. године премештен у Бејфронт Парк. 
Прве улазнице за фестивал 2012. продате су за неколико секунди. Убрзо након тога, цене претпродајних карата су се повећале са 149 долара на 229 долара. Ово издање Ултре представило је уметнике као што су Крафтверк (енгл. Kraftwerk), Бејснектар (енгл. Bassnectar), Џастис, Авичи (енгл. Avicii), Фетбој Слим (енгл. Fatboy Slim), Волфганг Гартнер (енгл. Wolfgang Gartner), Ричи Хотин (енгл. Richie Hawtin), Скрилекс (енгл. Skrillex), Прити Лајтс (енгл. Pretty Lights), М83 (енгл. M83), Дак Сос (енгл. Duck Sauce), Каскејд (енгл. Kaskade) и многи други. Мадона је направила посебно изненађење током Авичијевог затварања другог фестивалског дана. Ово је био дан после међународног издања дванаестог студијског албума "kraљице попа", МДНА . 2012 је такође била година када је Ултра дебитовала уживо, Ултра ЛАЈВ (енгл. Ultra Live).

### 2013
У част петнаестогодишњице фестивала 2013. фестивал је одржан током два викенда, од 15. до 17. марта 2013. и од 22. до 24. марта 2013. године. Прва фаза фестивала званично је откривена у јануару 2013. године, потврђујући наступе Давид Гете, Дедмауса и Тијеста током оба викенда, заједно са Свидиш Хаус Мафијом, који су током другог викенда искористили завршни слот фестивала као финале своје званичне опроштајне турнеје " Последња Турнеја " (енгл. One Last Tour). Други уметници у Ултрином саставу 2013. укључују Афроџек (енгл. Afrojack), Калвин Харис, Ричи Хотин, Бојс Нојз, Карл Кокс, Армин ван Бурен, Алесо (енгл. Alesso), Дог Блад (енгл. Dog Blood) (пројекат између Скрилекса и Бојс Нојза), Лучијано (енгл. Luciano), Снуп Дог (енгл. Snoop Dogg), Викенд (енгл. The Weeknd), Мартин Солвег (енгл. Martin Solveig), Зед (енгл. Zedd) и многи други.
Дана 7. јануара 2013. године, након што су организатори затражили додатна затварања пута за овај догађај, комесар Мајамија Марк Сарноф предложио је резолуцију којом се тражи неодобравање другог викенда. Сарноф је веровао да ће омогућавање одржавања догађаја током два викенда бити "ометање локалне пословне заједнице и становника подручја услед буке, непријатног понашања посетилаца фестивала и промета саобраћаја", без обзира што је Ултра остварила профит од 79 милиона долара током претходне године. Градско веће гласало је за наставак другог викенда 10. јануара 2013. године, наплаћујући организатору полицијске и ватрогасне службе.
Ултра Мјузик Фестивал поставио је још један рекорд након свог петнаестог издања, поздравивши укупно 330.000 људи у Бејфронт Парк током оба викенда.

### 2014
За 2014. фестивал се вратио на само један викенд, који се одржао 28. и 30. марта 2014. године. Прва фаза фестивала представљена је у децембру 2013. године, потврђујући главне наступе укључујући Армин ван Бурен, Афроџек, Карл Кокс, Давид Гета, Хардвел (енгл. Hardwell), Феди Ле Гранд (енгл. Fedde Le Grand), Круела (енгл. Krewella), Мартин Гарикс (енгл. Martin Garrix), Ники Ромеро (енгл. Nicky Romero), Тијесто и Зед. Након што је дијагностикован са блокадом жучне кесе и повратка у Шведску на операцију, Дедмаус је заменио Авичија као завршни чин на главној бини за суботу.
Значајне перформансе током фестивала укључивале су премијеру новог програма Ерика Придс-а "Холо", дебитовање новог пројекта Дипла (енгл. Diplo) и Скрилекса Џек ЈУ (енгл. Jack U), Абав енд Бијонд је прекинут олујом (захтевајући од њих и њихове опреме да се помере у бекстејџ, сценарио који је дуо коментарисао као  "једна од необичнијих свирки коју смо икада имали"), дебитантског перформанса Армин ван Бурена и Бено де Гоји дуо „Гаја“, и дедмаус-ово „троловање" публике током свог сета са ремиксом " Animals " Мартина Гарикса постављеног на " Old McDonald Had a Farm".
Дана 28. марта, чувар обезбеђења остављен је у "изузетно критичном стању", након што је гомила људи покушала да уђе без улазнице на фестивал разбијањем ограде од ланаца.

### 2015

#### Припрема
Након инцидента са „гејт крешинг-ом“ 2014. године, дошло је до нејасноћа да ли ће Ултра и даље бити одржана; међутим, организатори су и даље објавили да ће се издање за 2015. годину одржати од 27. до 29. марта 2015. Организатори су такође објавили планове за свеобухватан преглед аранжмана безбедности фестивала уз учешће полиције Мајамија, како би безбедност могла бити побољшана да би „кривични догађај ове природе могао бити спречен “. Након инцидента, градоначелник Мајамија Томас Педро Регаладо предложио је да се инцидент са уласком без карата може сматрати као кршење уговора организатора са градом, што би блокирало Ултру у Мајамију.
На састанку 24. априла 2014. комесари из Мајамија гласали су 4 - 1 против забране одржавања фестивала, дозвољавајући Ултри да остане у центру Мајамија за 2015. годину. Марк Сарноф, једини комесар који је гласао за забрану Ултре, представио је снимке непристојног понашања од стране присутних на претходним издањима и тврдио да је догађај утицао на квалитет живота грађана у центру града јер су их узнемиравали посетиоци. Преостали комесари подржали су присуство фестивала због изложености и позитивних економских ефеката које доноси Мајамију, а Кеон Хардемон оспорава аргумент да је то утицало на становнике града, јер су, по његовом мишљењу, сами одлучили да живе у граду како би могли учествовати у локалним догађајима. Међутим, одобрење је донето под условом да организатори уведу објекте за решавање сигурности, употребе дроге и непристојног понашања од стране присутних. Како би побољшали укупну сигурност и искуство учесника, организатори су у септембру 2014. најавили да Ултра више неће пропуштати малолетнике. Поред тога, организатори су ангажовали пензионисаног шефа полиције Мајамија Реја Мартинеза да надгледа сигурност за будуће догађаје.
Дана 12. јануара 2015. године, суоснивач Ултре Алекс Омес, који је напустио организацију 2010. године, пронађен је мртав у 43. години. Узроци смрти нису објављени.

#### Наступи
У саставу су били Ендру Бејер (енгл. Andrew Bayer), Авичи , Енди СИ (енгл. Andy C), Аксвел (енгл. Axwell), Даш Берлин (енгл. Dash Berlin), Дрти Саут (енгл. Dirty South), Ерик Придс, Галантис (енгл. Galantis), Хардвел, Хот синс 82 (енгл. Hot Since 82), Мартин Гарикс, Себастијан Ингросо (енгл. Sebastian Ingrosso), Стив Анђело (енгл. Steve Angello), Зедс Дед (енгл. Zeds Dead) и други. Догађај је формално затворио Скрилекс , а касније се придружио и Дипло као Џек ЈУ , са гостујућим вокалистима СЛ  (енгл. CL) (" Dirty Vibe ", "MTBD"), Кајза (енгл. Kiesza) ("Take You There"), Шон Комбс (енгл. Sean Combs) (који се придружио СЛ са извођењем " It’s All About The Benjamins ") и Џастин Бибер (енгл. Justin Bieber) за нови сингл Џек ЈУ " Where Are U Now ". Стриминг сајт Твич (енгл. Twitch) преузео је Ултру као званични домаћин преноса фестивала уживо.
Нова фаза под називом Отпор (енгл. Resistance) је такође уведена за 2015. годину, која се фокусирала на мање познате електронске музичаре у жанровима као што су дип хаус и техно, а укључивала је објекат од 360 степени познату као "Afterburner", дизајнирану од стране Британског колектива Аркејдија Спектакулар .

### 2016
Почетни састав издања за 2016.ту годину, одржану од 18. до 20. марта 2016. године, објављен је 16. децембра 2015. године; између осталог, откривено је да ће се на фестивалу приказивати окупљања Рабит Ин Д Мун и Пендулума (енгл. Pendulum), заједно са другим челницима као што су Афроџек, Авичи, Карл Кокс, Дај Ентворд (енгл. Die Antwoord), Дабфајр (енгл. Dubfire), Ерик Придс, Хардвел , Каскејд , Кајго (енгл. Kygo), Мајк Сноу (енгл. Mike Snow), Неро (енгл. Nero), Пјурити ринг (енгл. Purity Ring), Тајко (енгл. Tycho) и други. Друза фаза наступа, објављена у фебруару 2016, укључује АлунаЏорџ (енгл. AlunaGeorge), Ендру Рајел (енгл. Andrew Rayel), Чејнсмокерс (енгл. The Chainsmokers), Кристал Каслс, Дедмаус, Галантис, Лејдбек Лук (енгл. Laidback Luke), Маршмело (енгл. Marshmello), Ричи Хотин , Сем Фелд (енгл. Sam Feldt), ДЈ Снејк (енгл. DJ Snake), Стив Анђело и Чами (енгл. Tchami). Генералне улазнице распродате су 21. јануара 2016.
Члан бенда Максим није био у могућности да присуствује услед медицинских проблема, Продиџи је отказао свој наступ у суботу увече. Дедмаус је заузео њихово место, заједно са својим раније заказаним перформансом Стејт оф Тренс  у недељу. Пендулум је званично затворио фестивал у недељу увече, кратким наступом свог огранка Најф Парти (енгл. Knife Party), а на њему су присуствовала и гостовања Том Морела и Дедмауса, који се придружио перформансу “Ghosts ‘n’ Stuff”- који истиче вокал певача бенда Роб Свајра . Отворена је и фаза отпора, у којој је приказан "Паук" Аркејдија Спектакулара.
У априлу 2016. године, ДЈ Маг назвао је Ултру највећим светским фестивалом као резултат њиховог истраживања.

### 2017
Одмах по завршетку издања за 2016.ту годину, објављено је да ће се издање за 2017-ту одржати од 24. до 26. марта. Улазнице су званично пуштене у продају 4. октобра 2016. Генералне улазнице распродате су до 24. јануара 2017.
Прва фаза 2017. године објављена је 17. новембра 2016. године, а на листи су се нашла имена као што су Ајс Кјуб (енгл. Ice Cube), Џастис, Мејџор Лејзер (енгл. Major Lazer), Продиџи , Андерворлд и ДЈ актове Абав енд Бијонд, Афроџек, Армин ван Бурен, Аксвел и Ингросо, Карл Кокс, Даш Берлин, Давид Гета, ДЈ Снејк, Дабфајр, Хардвел, Џејми Џоунс (енгл. Jamie Jones), Џозеф Капријати (енгл. Joseph Capriati), Масео Плекс (енгл. Maceo Plex), Марко Карола (енгл. Marco Carola), Мартин Гарикс, Саша и Џон Дигвид, Стив Аоки (енгл. Steve Aoki), Тејл оф Ас (енгл. Tale of us) и Тијесто.
Прва фаза уметника за Отпор је објављена 3. децембра 2017. и укључивала је Блек Кофи (енгл. Black Coffee), Крис Лиебинг (енгл. Chris Liebing), Итс Евритинг (енгл. Eats Everything), Колш (енгл. Kolsch), Браћа Мартинез (енгл. The Martinez Brothers), Текназиа (енгл. Technasia) и многи други. Такође је најављено да ће Отпор преузети Мегаструктуру (раније познату као Карл Кокс и пријатељи арену), као и Аркејдија Спектакулар "Паук". Карл Кокс је такође представљен и као глобални амбасадор Отпора.
Друга фаза за наступе на Ултри откривена је 9. фебруара 2017. године, и укључивала је  допуне Адвенчур Клаб (енгл. Adventure Club), Алан Вокер (енгл. Alan Walker), Баркли Криншо (енгл. Barkley Crenshaw), Седрик Герваис (енгл. Cedric Gervais), Дон Диабло (енгл. Don Diablo), Фери Корстен представља Герилу (енгл. Gouryella), Џеј Вулф (енгл. Jai Wolf), Лејдбек Лук, Рез (енгл. Rezz), Сем Фелд, Шоутек (енгл. Showtek), Слаши (енгл. Slushii), Санери Џејмс и Рајан Маркијано (енгл. Sunnery James & Ryan Marciano), Чами, Вини Вици (енгл. Vini Vici) и многи други. Фаза 3 и завршни распоред представљени су 9. марта 2017; Армин Ван Бурен, Чејнсмокерс и Мартин Гарикс су заказани за затварање фестивала у првој, другој и последњој ноћи.
Трећи дан, част затварања Ултре 2017. на главној бини имао је ДЈ Снејк заједно са својим специјалним гостом Фјучур (енгл. Future).
Најзначајнији догађаји 19. издања фестивала били су наступи у петак и суботу од уметника са ОВСЛА (енгл. OWSLA) и Мед Дисент (енгл. Mad Decent) уметничких етикета на УМФ Радио Бини. Афроџек, који је на позорницу извео Мартин Гарикса за свој продужени сет на УМФ Радио Бини, Сашин и Џон Дигвидов повратак на Ултру у Мегаструктуру по први пут од 2010. године, и Стив Аоки, који је довео бившег члана Ван Дирекшон-а (енгл. One Direction) Луис Томлинсона да изведе "Just Hold On".
Године 2017. прво издање у Мексику одржано је у Форо Пегасу удаљеном 30 минута од Мексико Ситија. Највећа фаза у историји Ултре се одржавала баш овде са актовима као што су Даш Берлин , Алесо , Армин ван Бурен , Афроџек и Мартин Гарикс и многи други.

### 2018
Фаза 1. састава за 2018 издање (одржаног од 23. до 25. марта, као двадесето-годишњица фестивала  ) откривена 18. децембра 2017,  укључује: Афроџек, Аксвел и Ингросо (енгл. Axwell /\ Ingrosso), Азилија Бенкс (енгл. Azealia Banks), Чејнсмокерс, Давид Гета, ДЈ Снејк, Емпајр оф д Сан (енгл. Empire of the Sun), Хардвел и Стив Аоки, између осталих. Затим је уследило откриће састава за Отпор 28. јануара 2018: Адам Бејер (енгл. Adam Beyer), Карл Кокс, Дабфајр , Никол Моудабер (енгл. Nicole Moudaber), као и Џекмастер (енгл. Jackmaster), Итс Евритинг, Сет Трокслер (енгл. Seth Troxler) и други.
Дана 25. фебруара 2018. године представљена је фаза 2 састава, међу којима су Бени Бенаси, Седрик Герваис, ДубВижн (енгл. DubVision), Фишерспунер (енгл. Fischerspooner), Модстеп (енгл. Modestep), Оливер Хелденс (енгл. Oliver Heldens) и други. Цео распоред је представљен 15. марта и укључује Даш Берлин, Г-Изи (енгл. G-Eazy), КСХМР (енгл. KSHMR) и други. Такође је најављено да ће и главну бину и бину Стејт оф Тренс у последњној ноћи затворити необјављени уметници.
Фестивал је био окружен гласинама о идентитетима непотврђених извођача, а корисници Редит-а (енгл. Reddit) су представили теорије, да би завршни чин био или Дафт Панк (енгл. Daft Punk) или поновно окупљање Свидиш Хаус Мафије. У интервјуу, Хардвел је напоменуо да је Стив Анђело неочекивано отказао датуме турнеје у Азији који се поклопио са фестивалом. Ово, уз остале сигнале и слике које се појављују у граду  Завршни чин је на крају био Свидиш Хаус Мафија, у првом наступу као група још од 2013. Други значајни гости током читавог фестивала били су Кеј-поп певач и члан групе Грлс Џенерејшн  (енгл. Girls Generation) Јури (који је наступао заједно са Рајденом (енгл. Raiden)), Деди Јанки (енгл. Daddy Yankee), Елвис Креспо (енгл. Elvis Crespo) и Плеј-Н-Скилз (енгл. Play-N-Skillz) (који су се придружили Стиву Аокију у својој новој песми "Azukita", заједно са Деди Јанкијем који је такође изводио своју "Gasolina "), Егземпл (енгл. Example), Адвенчур Клаб и Кренкдет (енгл. Crankday) (придружили су се Јаузу (енгл. Jauz) на главној бини), као и Г-Изи (" No Limit"), Лил Узи Верт (енгл. Lil Uzi Vert), Слаши, Јо Готи (енгл. Yo Gotti) (" Rake It Up") и Вил Смит (енгл. Will Smith) (" Miami") који су сви били доведени као гости током Маршмеловог сета.
Службеници сигурности навели су да је издање Ултре за 2018.ту годину било најсигурније у последњих неколико година, што је пријавило укупно 27 хапшења током фестивала (нарочито због наркотика, фалсификовања карата и физичког напада на полицајца) али без већих инцидената.

### Награде и признања
| Година | Категорија                                 | Награда / признање                          |
| 2005   | Најбољи плесни догађај                     | Међународна награда за плесну музику (ИДМА) |
| 2006   | Најбољи плесни догађај                     | Међународна награда за плесну музику (ИДМА) |
| 2008   | Најбољи плесни догађај                     | Међународна награда за плесну музику (ИДМА) |
| 2008   | Најбољи међународни фестивал плесне музике | ДЈ Награде                                  |
| 2009   | Најбољи музички догађај                    | Међународна награда за плесну музику (ИДМА) |
| 2010   | Најбољи музички догађај                    | Међународна награда за плесну музику (ИДМА) |
| 2011   | Најбољи музички догађај                    | Међународна награда за плесну музику (ИДМА) |
| 2016   | Најбољи светски фестивал                   | ДЈ Маг                                      |
| 2017   | Најбољи светски фестивал                   | ДЈ Маг                                      |

## Присуство
| Година     | Похађање | Локација                           |
| 1999—2000. | 10,000   | Саут Бич, Мајами Бич               |
| 2001       | 21.000   | Бејфронт Парк , Даунтаун Мајами    |
| 2002       | 21.500   | Бејфронт Парк , Даунтаун Мајами    |
| 2003       | 25.000   | Бејфронт Парк , Даунтаун Мајами    |
| 2004       | 35.000   | Бејфронт Парк , Даунтаун Мајами    |
| 2005       | 48.000   | Бејфронт Парк , Даунтаун Мајами    |
| 2006       | 40,000+  | Бицентениал Парк , Даунтаун Мајами |
| 2007       | 50.000   | Бицентениал Парк , Даунтаун Мајами |
| 2008       | 70.000   | Бицентениал Парк , Даунтаун Мајами |
| 2009       | 85.000   | Бицентениал Парк , Даунтаун Мајами |
| 2010       | 93.000   | Бицентениал Парк , Даунтаун Мајами |
| 2011       | 100.000  | Бицентениал Парк , Даунтаун Мајами |
| 2012       | 165.000  | Бејфронт Парк, Даунтаун Мајами     |
| * 2013     | 330.000  | Бејфронт Парк, Даунтаун Мајами     |
| 2014       | 165.000  | Бејфронт Парк, Даунтаун Мајами     |
| 2015       | 165.000  | Бејфронт Парк, Даунтаун Мајами     |
| 2016       | 165.000  | Бејфронт Парк, Даунтаун Мајами     |
| 2017       | 165.000  | Бејфронт Парк, Даунтаун Мајами     |

Бројке присутности приказују укупно присуство током трајања фестивала.
* Присуство 2013. одражава 15. годишњицу фестивала у којем се Ултра Мјузик Фестивал одржава током два викенда, а не један.

## Ултра Ворлдвајд
Ултра је започео Ултра Ворлдвајд (енгл. Ultra Worldwide), почевши од Бразила  (Ultra Brasil), који се одржао у Сао Паулу , а сада се преселио у Рио де Жанеиро 2016. Од тада, Ултра је дебитовала на светским фестивалима у Буенос Ајресу, Аргентина ( Ultra Buenos Aires ); Сантијаго, Чиле ( Ultra Chile ); Сеул, Кореја ( Ultra Korea ); Јоханезбург и Кејптаун, Јужна Африка ( Ultra South Africa ); Токио, Јапан (Ultra Japan ); Бали, Индонезија ( Ultra Bali ); Сингапур, Сингапур ( Ultra Singapore ); и Ибиза, Шпанија ( Ultra Ibiza ). У јулу 2013, Ултра Ворлдвајд је представила свету Ултра Европа ( Ultra Europe ) , такође познату као Дестинација Ултра, који се одржава недељу дана на различитим местима широм Хрватске .
2012 је започео концепт догађаја под називом Пут до Ултре ( Road To Ultra )  , који представља једнодневне догађаје у једној фази. Пут до Ултре одржани су на Тајланду, у Кореји , Јапану , Тајвану , Колумбији , Парагвају , Порторику , Макаоу , Чилеу , Боливији и Перуу . У 2016. години Пут до Ултре се први пут одржава у Хонг Конгу у културном округу Вест Ковлон (енгл. West Kowloon Cultural District).
Током издања Ултре Мајами 2017.те године, најављено је да ће Индија и Аустралија угостити догађаје почетком 2017.те године. У Индији, Пут до Ултре: Индија ће се одржати у Њу Делхију током септембра 2017. а Мумбај током фебруара 2018. године. Што се тиче Аустралије, Пут до Ултре: Аустралија ће се одржати у Мелбурну у фебруару 2018. године. Такође укључено у најаву је и дебитовање Ултра Кине ( Ultra China ) , која се одржава у Шангају, у Кини од 9. до 10. септембра 2018. године. Крајем маја објављено је да ће Ултра Мексико бити одржана у Мексико Ситију у Форо Пегасу од 6. до 7. октобра 2018. године.

## Превоз и хотели
Због несташице и трошкова паркирања у центру града, учесници често користе јавни превоз -укључујући Мајами Метрораил (енгл. Miami Metrorail), Метромувер (енгл. Metromover) (који пружа бесплатну услугу кроз центар Мајамија и Брикела ), и Метробус услуге – за долазак до Бејфронт Парка. У 2016. години град је решио да продужи Метрораил и Метромувер услуге до 2:00 ујутру током фестивала у корист учесника.
Због близине Бејфронт парку, хотели у ужем центру града, Брикел, Еџвотер (енгл. Edgewater) и Омни, често су места која посетиоци резервишу. Саут Бич се такође користи као алтернативна локација од стране неких присутних, али загушеност у саобраћају је уобичајена у и око Мајамија током фестивала.